# Pseudoniphargus leucatensis
Pseudoniphargus leucatensis is een vlokreeftensoort uit de familie van de Allocrangonyctidae. De wetenschappelijke naam van de soort is voor het eerst geldig gepubliceerd in 2009 door Brehier & Jaume.